# Зелёный Бор (Новгородская область)
Зелёный Бор — деревня в Крестецком районе Новгородской области. Входит в состав Новорахинского сельского поселения.
Праздник Зелёного Бора — яблочный спас, 19 августа.

## География
Деревня Зелёный Бор расположена на реке Полометь, в 1 км к северу от границы с Валдайским районом, в 13 км к югу от деревни Старое Рахино, и в 28 км к югу от посёлка Крестцы.
Соединена с соседними деревнями частью бывшего Старо-Демянского тракта:
- Просёлочная дорога длиной 2,6 км соединяет Зелёный Бор с деревней Кстечки Валдайского района. Практически непригодна для автомобилей.
- Единственная[5] доступная автодорога соединяет Зелёный Бор с деревней Ракушино. Это профилированная дорога длиной 4,2 км, проходящая среди густого соснового и елового леса.

Ввиду фактически тупикового положения отсутствует сквозной трафик.
Зелёный Бор состоит из 36 дворов, из них 28 — по правому берегу реки Полометь, остальные 8 — по левому, в северной части.
Русло реки Полометь в районе деревни Зелёный Бор неоднократно привлекало учёных-гидрологов. Деревянный мост через Полометь, имевшийся с XIX века, к началу 1990-х годов стал сугубо пешеходным, а в 1994 году окончательно обрушился. В конце 1960-х годов ввиду постоянной деформации русла реки Полометь, уже вплотную приблизившейся к дворам правого берега, русло в центральной части Зелёного Бора было выпрямлено (отодвинуто в среднем примерно на 100 м на восток).
Деревня окружена полями, некоторые из которых имеют местные названия («тетёрки» и т. п.).

## Транспорт
Автобус № 182а из районного центра Крестцы приходит в Зелёный Бор по вторникам в 9:20 и в 18:20.

## Население
В 2002 году — 37; в 2013 году — 22; в 2014 году — 22.
| 2010 |
| ---- |
| 12   |

В 1908 году деревня Зелёный Бор состояла из 44 дворов с населением в 203 жителя.
Общая динамика населения Рахинской волости в 1909—1917 годах позволяет предположить 260 человек к 1917 году.
Население сокращалось вследствие «Красного террора», «сталинских» репрессий, Великой Отечественной войны, урбанизации.
Имена нескольких десятков зеленоборцев, репрессированных и погибших на фронте, перечислены на памятных стеллах на сельском кладбище в Ракушино.

## История
В 1776—1796 годах Зелёный Бор находился в образованном Крестецком уезде Новгородской губернии. Отмечен на картах Крестецкого уезда 1788 года (53 лист), Новгородского наместничества 1792 года и на специальной карте 1826—1840 годов. В 1796—1802 годах — в Валдайском уезде. В 1802—1922 годах — в Рахинской волости Крестецкого уезда Новгородской губернии. Через Зелёный Бор, как и через соседние сёла Кстечки и Ракушино, проходил Старо-Демянский тракт. Имелась часовня.
В 1922—1924 годах Зелёный Бор в Рахинской, а в 1924—1927 годах — в Крестецкой волости Валдайского уезда Новгородской губернии. В 1922—1928 годах существовал Зеленоборский сельсовет, к которому относилась деревня Ракушино. В 1928 году, после упразднения волостей (1927) и укрупнения сельсоветов, Зелёный Бор вошёл в состав образованного Ракушинского сельсовета Крестецкого района.
У деревни Зелёный Бор 30 марта 1941 года приземлился аэростат «СССР АР-80», установивший международный рекорд продолжительности полёта для аэростатов малой кубатуры.
Во время Великой Отечественной войны, в период оккупации Демянского района, в сентябре 1941 — феврале 1943 года, войска вермахта останавливались в 7 км к югу от Зелёного Бора.
В 1960—1963 годах Зелёный Бор в Лычковском районе; в 1963—1965 годах — в Валдайском сельском районе. В 1971 году центр Ракушинского сельсовета перемещён в Сомёнку, на территории сельсовета начал работу совхоз «Озерки»; в Зелёном Бору об этом напоминает заброшенный с 2010 года скотный двор. В самом центре Зелёного Бора находилось большое двухэтажное деревянное здание, на первом этаже которого располагались клуб и магазин, а на втором — сельская школа; сгорело около 1980 года; школа и клуб не были восстановлены.
До 1995 года в Зелёном Бору имелась конюшня, а до 1998 года — телятник. В 2009 году перестал действовать магазин. В 2010 году вместе с Сомёнским сельским поселением Зелёный Бор вошёл в состав Новорахинского сельского поселения; бывший совхоз, а теперь предприятие, «Озерки» вошло в агрохолдинг «Белгранкорм».
В 2015 году, по словам главного агронома предприятия Николая Шорстова:

Сейчас за деревней Зелёный Бор три мощных трактора с необходимыми навесными орудиями вносят удобрения, дискуют, пашут, культивируют поля, которые годами не обрабатывались.— 